# Жуниор Нзила
Жуниор Нзила (на френски: Christian Junior Nzila Goma) е френски футболист.

## Биография
Жуниор Нзила е роден на 17 април 2001 г. във Франция. Има конгоански произход. През 2019 г. се включва във швейцарския втородивизионен Киасо. След това е изпратен под наем във FC Paradiso в швейцарската четвърта дивизия. През 2020 г. е изпратен под наем в италианския клуб от Серия А "Наполи". През 2021 г. е под наем в ЦСКА София в България. На 17 юли 2021 г.  дебютира за ЦСКА (София) при загубата с 0–4 от "Лудогорец". От 2023 г. играе като полузащитник за белгийския "Капелен".